# Enogat
Enogat est un prénom masculin breton. 
Il fait référence à saint Enogat. 
Il se fête le 13 janvier. 